# Damphreux-Lugnez
Damphreux-Lugnez (toponimo francese) è un comune svizzero di 370 abitanti del Canton Giura, nel distretto di Porrentruy.

## Geografia fisica

### Territorio
Damphreux si trova a 420 metri sul livello del mare, 7 km in linea d'aria a nord del capoluogo del distretto Porrentruy.
Il territorio dell'ex comune di 5,6 km² è caratterizzato dal paesaggio dolcemente ondulato del Giura a nord dell'Ajoie. A est, il territorio si estende fino all'altitudine di Les Côtaies (479 metri sul livello del mare) e a nord nella foresta di La Voivre. A ovest, il territorio comunale si estende sulle alture di Mohé fino alla foresta di Le Banné, che con i suoi 525 metri di altitudine è il punto più alto di Damphreux. Nel 1997, il 3% della superficie del comune era coperto da insediamenti, il 32% da foreste e boschi, il 64% da agricoltura e l'1% da terreni improduttivi. Come si può intuire dai dati diverse aziende agricole appartengono a Damphreux.
I comuni limitrofi a Damphreux erano Lugnez, Beurnevésin, Bonfol, Vendlincourt, Coeuve e Basse-Allaine.
Lugnez si trova a 411 metri sul livello del mare, 8 km in linea d'aria a nord del capoluogo del distretto Porrentruy, al confine con la Francia.
Il territorio dell'ex comune di 5,1 km² a ovest, si estende sulle alture di Les Voirandes (470 metri sul livello del mare) e, attraverso una valle arida, fino alle alture di Les Genavrières; mentre a est, giunge sino alla foresta di La Voivre. Il confine settentrionale è formato dalla montagna di confine Le Mont, che con i suoi 550 metri sul livello del mare è il punto più alto di Lugnez. Nel 1997, il 6,1% (0,31 km2) della superficie del comune era costituito da insediamenti (le abitazioni e gli edifici costituivano il 2,4% mentre le vie di comunicazione il 2,9%), il 34,5% (1,76 km2) da boschi e foreste, il 59,3% (3,03 km2) da agricoltura o allevamento (il 43,1% dei terreni agricoli era utilizzato per le colture e il 15,9% per i pascoli) e lo 0,1% (0,01 km2) è occupato da corsi d'acqua o stagni. Come si può intuire dai dati diverse aziende agricole appartengono a Lugnez.
I comuni limitrofi di Lugnez erano Basse-Allaine, Damphreux e Beurnevésin nel Canton Giura, nonché Réchésy e Courcelles nella vicina Francia.
Entrambi i villaggi agricoli si trovano nella valle della Coeuvatte e vicino ai pendii dell'Ajoie settentrionale.

## Storia
Il processo di fusione tra i due comuni preesistenti di Damphreux e Lugnez è iniziata nel febbraio 2020 con l'istituzione di un comitato di fusione che è stato incaricato di redigere un accordo per la fusione. I risultati del lavoro del comitato sono stati presentati in occasione di eventi informativi nel maggio e nel novembre 2021. Il governo cantonale ha poi approvato l'accordo nel dicembre 2021. Il 13 febbraio 2022 si sono svolte le votazioni per rendere effettiva la fusione. Essa è stato approvata a Damphreux con 81 voti contro 21 (affluenza del 70%) e a Lugnez con 81 voti contro 24 (affluenza del 72%).
Il 1º gennaio 2023, i comuni di Damphreux e Lugnez si sono finalmente fusi per formare il nuovo comune di Damphreux-Lugnez.
Damphreux fu menzionato per la prima volta nel 1161 come Damfriol. A questo nome seguirono quelli di Dunfriol (1178) e Damphriol (1256). Il nome deriva dall'apostolo Ferreolo dei Sequani e significa "luogo di residenza di Ferreolo". Il prevosto di Moutier-Grandval e il monastero di Sant'Ursicino possedevano vari terreni nel territorio del paese. Damphreux condivise la travagliata storia dell'Ajoie, che passò sotto il controllo del principe-vescovo di Basilea nel 1271. Dal XVI al XVIII secolo, il villaggio fu amministrato all'interno della giurisdizione di Coeuve. Dal 1793 al 1815, Damphreux appartenne alla Francia e fu inizialmente parte del Dipartimento del Mont-Terrible, mentre dal 1800 fece parte del Dipartimento dell'Alto Reno. In seguito al Congresso di Vienna, il villaggio fu trasferito al Canton Berna nel 1815 e poi al nuovo Canton Giura il 1º gennaio 1979.
I resti di una villa romana testimoniano il primo insediamento di Lugnez. Secondo la tradizione, Lugnez è il luogo di nascita di Saint-Imier, che visse nel VI secolo e diede il nome al villaggio di Saint-Imier. Il villaggio viene menzionato per la prima volta nel VI secolo come Lugduniaco, derivato dal latino Lugduniacum. Divenne poi nel 1181 Lunigie e Lugney nel 1386. Lugnez condivise anch'esso la travagliata storia dell'Ajoie, che passò sotto il controllo del principe-vescovo di Basilea nel 1271. Dal XVI al XVIII secolo, il villaggio fu amministrato all'interno della giurisdizione di Coeuve. Dal 1793 al 1815, Damphreux appartenne alla Francia e fu inizialmente parte del Dipartimento del Mont-Terrible, mentre dal 1800 fece parte del Dipartimento dell'Alto Reno. In seguito al Congresso di Vienna, il villaggio fu trasferito al Canton Berna nel 1815 e poi al nuovo Canton Giura il 1º gennaio 1979.

## Società
Sia Damphreux che Lugnez prima della fusione risultavano essere tra i comuni più piccoli del Canton Giura, proprio per questa causa essi sono stati fusi. Nonostante la fusione questa situazione è rimasta perché solo 10 comuni su 50 nel Canton Giura hanno meno di 370 abitanti.
A Damphreux, nel 2000, l'86,8% dei residenti era francofono, l'11,5% era tedesco e lo 0,6% italiano. La popolazione di Damphreux era di 246 abitanti nel 1818, di 344 abitanti nel 1850, di 389 abitanti nel 1870, di 294 abitanti nel 1900, di 276 abitanti nel 1950, di 150 abitanti nel 1990, di 163 abitanti nel 1996 e di 166 abitanti nel 2000. Da allora gli abitanti del paese sono diminuiti costantemente.
A Lugnez, nel 2000, l'85,5% dei residenti era francofono, l'11,5% era tedesco e lo 1,8% portoghese. La popolazione di Lugnez era di 235 abitanti nel 1818, di 292 abitanti nel 1850, di 273 abitanti nel 1900, di 275 abitanti nel 1950, di 227 abitanti nel 2000 e di 204 abitanti nel 2010. Nei secoli XX e XXI la popolazione è quasi sempre diminuita ma mai drasticamente.
Abitanti censiti

Lavoro
Nei due paesi l'agricoltura è la principale occupazione, oltre a quelli legati ad essa vi sono pochissimi posti di lavoro, quindi molti residenti fanno i pendolari verso Porrentruy o Boncourt.

## Monumenti e luoghi d'interesse

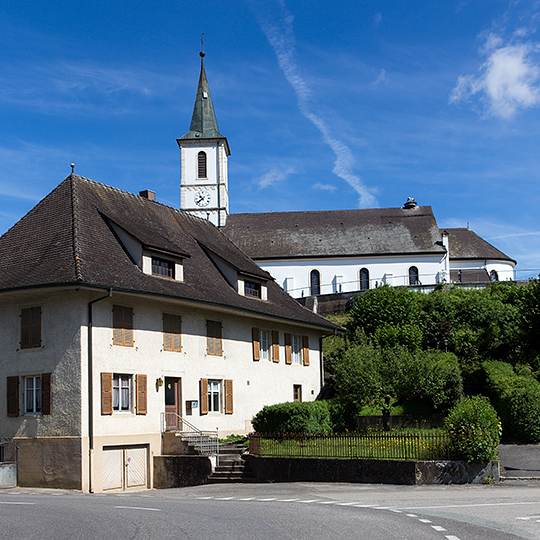
Vista della chiesa di Damphreux con alcuni edifici del paese

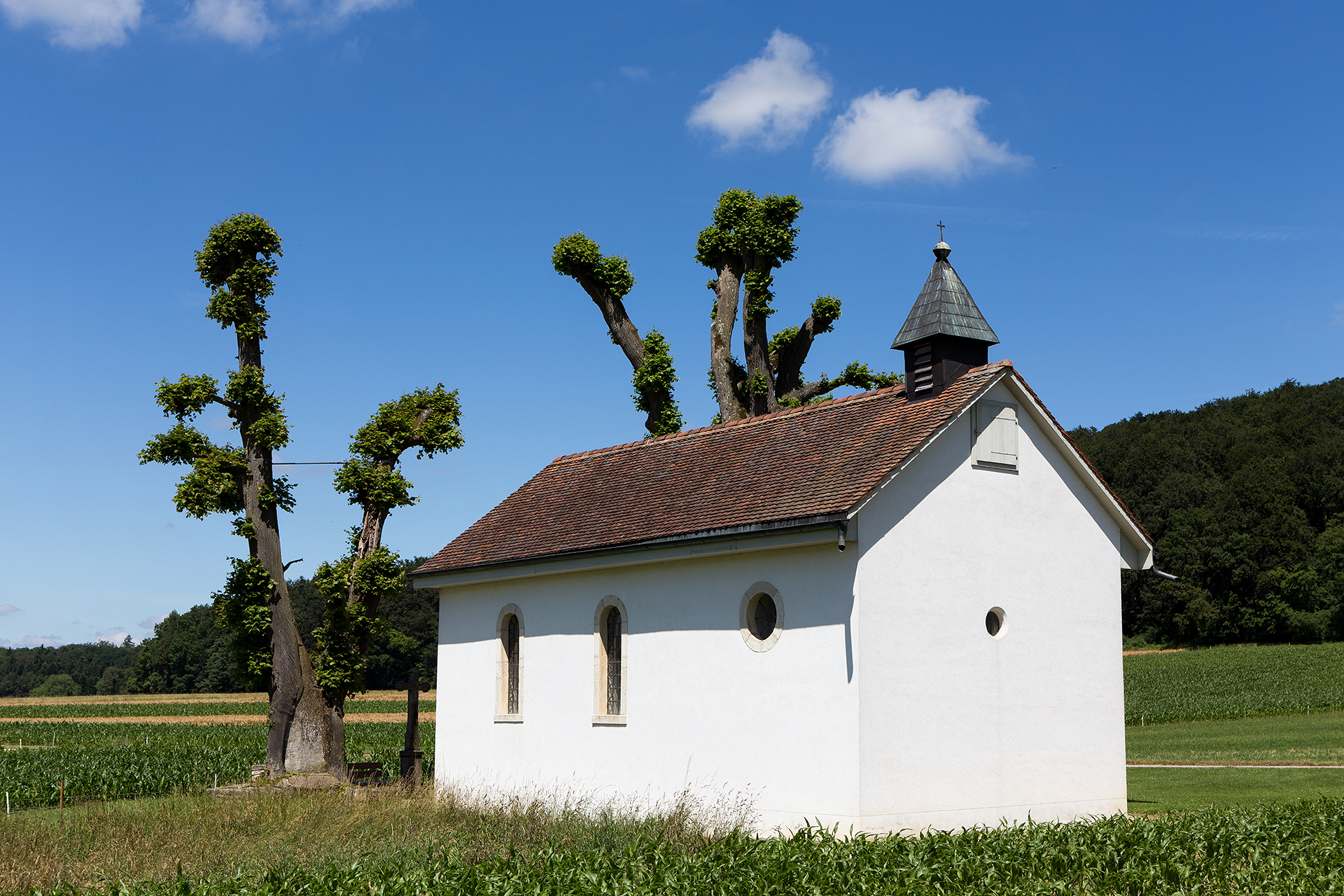
Chapelle Saint-Imier

Foto della Prima Guerra Mondiale della Chapelle Saint-Imier

Foto storica dell'Église Saints-Ferréol-et-Ferjeux

Nel comune è un presente una sola parrocchia e quindi anche una sola chiesa parrocchiale, l'Église Saints-Ferréol-et-Ferjeux (Chiesa dei Santi Ferreolo e Ferruccio) a Damphreux menzionata già nell'XI secolo e ricostruita nel 1715 anche se l'edificio attuale risale al 1867. Secondo gli archivi, essa è la più antica chiesa della regione dell'Ajoie. A Lugnez si trova invece la Chapelle Saint-Imier (dedicata ad un santo che si pensa sia nato a Lugnez), una piccola cappella sita in mezzo ai campi, nella parte settentrionale del paese ai piedi di Le Mont. Riparata da un tiglio di 700 anni, la cappella attuale risale al 1698, ma è stata più volte rimaneggiata (nel 1700, nel 1830 e nel 1873). Nei pressi della cappella si trovano anche i resti di un'antica villa gallo-romana che testimoniano l'antichità del paese.

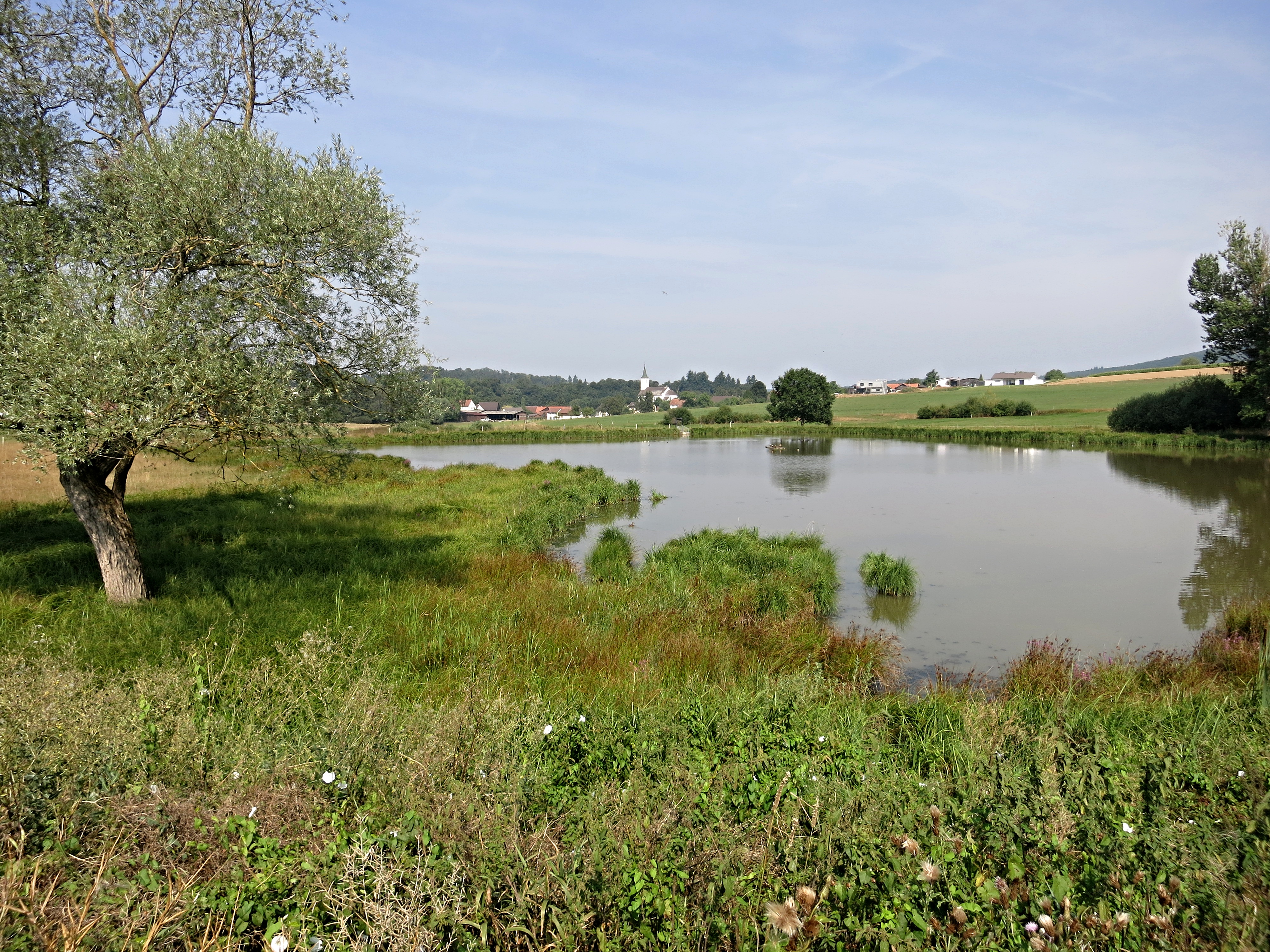
Gli Étangs de Damphreux

Degni di nota sono anche gli Étangs de Damphreux, due antichi stagni per la pesca che si trovano a sud-est del comune.

## Infrastrutture e trasporti
Il comune è attraversato da due strade cantonali. Una conduce da Porrentruy attraverso Coeuve e Damphreux verso il comune di Courcelles, in Francia. L'altra (la 246.1) attraversa Lugnez sull'asse Montignez-Beurnevésin. I due ex comuni, Damphreux e Lugnez, sono collegati alla rete dei trasporti pubblici da un servizio di autopostali che va da Porrentruy a Beurnevésin.

## Curiosità
A Damphreux la sepoltura dei morti del villaggio è molto curiosa, poiché è consuetudine che la famiglia del defunto svolga questo compito in prima persona.
A Damphreux è stata coltivata per la prima volta nella regione dell'Ajoie, intorno al 1700 la patata, dopo essere stata importata dall'Alsazia. Ciò è testimoniato da un documento scritto nel XVIII secolo, che spiega che un contadino coltivò per la prima volta questo ortaggio nel suo giardino come esperimento.